# Ai Zhou
Ai Zhou (kinesiska: 隘洲) är en ö i Kina. Den ligger i provinsen Guangdong, i den södra delen av landet, omkring 140 kilometer sydost om provinshuvudstaden Guangzhou. Arean är 2,1 kvadratkilometer. Den sträcker sig 1,9 kilometer i nord-sydlig riktning, och 2,0 kilometer i öst-västlig riktning.